# Tour of Thailand 2023
Il Tour of Thailand 2023, noto ufficialmente come Princess Maha Chakri Sirindhon's Cup Tour of Thailand 2023, diciottesima edizione della corsa, valevole come prova di classe 2.1 dell'UCI Asia Tour 2023, si svolse in sei tappe dal 1º al 6 aprile 2023 su un percorso di 1032,9 km, con partenza da Kanchanaburi e arrivo a Rayong, in Thailandia. La vittoria fu appannaggio del mongolo Tegshbayar Batsaikhan, il quale completò il percorso in 23h38'00", alla media di 43,705 km/h, precedendo il connazionale Jambaljamts Sainbayar ed il giapponese Yuma Koishi.
Sul traguardo di Rayong 78 ciclisti, su 90 partiti da Kanchanaburi, portarono a termine la competizione.

## Tappe
| Tappa  | Data     | Percorso                                          | km    | Vincitore di tappa    | Leader cl. generale   |
| ------ | -------- | ------------------------------------------------- | ----- | --------------------- | --------------------- |
| 1ª     | 1 aprile | Kanchanaburi > Kanchanaburi                       | 119,4 | Tegshbayar Batsaikhan | Tegshbayar Batsaikhan |
| 2ª     | 2 aprile | Kanchanaburi > Phra Nakhon Si Ayutthaya           | 179   | Dylan Sunderland      | Tegshbayar Batsaikhan |
| 3ª     | 3 aprile | Phra Nakhon Si Ayutthaya > Khao Yai National Park | 195   | Anton Muzkin          | Tegshbayar Batsaikhan |
| 4ª     | 4 aprile | Khao Yai National Park > Aranyaprathet            | 203,2 | Terry Kusuma          | Tegshbayar Batsaikhan |
| 5ª     | 5 aprile | Aranyaprathet > Chanthaburi                       | 169   | Kyung-gu Jang         | Tegshbayar Batsaikhan |
| 6ª     | 6 aprile | Chanthaburi > Rayong                              | 167,3 | Sarawut Sirironnachai | Tegshbayar Batsaikhan |
| Totale | Totale   | Totale                                            | 831   |                       |                       |

## Squadre e corridori partecipanti
Al via 15 formazioni.
| N.    | Cod. | Squadra                           |
| ----- | ---- | --------------------------------- |
| 1-6   | TCC  | Thailand Continental Cycling Team |
| 11-16 | TSG  | Terengganu Polygon Cycling Team   |
| 21-26 | R0I  | Roojai Online Insurance           |
| 31-36 | JCL  | JCL Team Ukyo                     |
| 41-46 | AAM  | Almaty Astana Motors              |
| 51-56 | GTC  | Grant Thornton Cycling Team       |
| 61-66 | STG  | St George Continental Cycling T.  |
| 71-76 | 7RP  | 7 Eleven Cliqq-Air21 by Roadbike  |

| N.      | Cod. | Squadra         |
| ------- | ---- | --------------- |
| 81-86   | LXC  | LX Cycling Team |
| 91-96   | THA  | Thailandia      |
| 101-106 | INA  | Indonesia       |
| 111-116 | MAS  | Malaysia        |
| 121-126 | SIN  | Singapore       |
| 131-136 | KOR  | Corea del Sud   |
| 141-146 | TPE  | Taipei cinese   |

## Dettagli delle tappe

### 1ª tappa
- 1 aprile: Kanchanaburi > Kanchanaburi - 119,4 km

Risultati
| Pos. | Corridore             | Squadra   | Tempo    |
| ---- | --------------------- | --------- | -------- |
| 1    | Tegshbayar Batsaikhan | Roojai    | 2h35'50" |
| 2    | Yuma Koishi           | JCL       | a 36"    |
| 3    | Terry Kusuma          | Indonesia | a 38"    |

| Pos. | Corridore             | Squadra   | Tempo    |
| ---- | --------------------- | --------- | -------- |
| 1    | Tegshbayar Batsaikhan | Roojai    | 2h35'37" |
| 2    | Yuma Koishi           | JCL       | a 43"    |
| 3    | Terry Kusuma          | Indonesia | a 46"    |

### 2ª tappa
- 2 aprile: Kanchanaburi > Phra Nakhon Si Ayutthaya - 179 km

Risultati
| Pos. | Corridore        | Squadra   | Tempo    |
| ---- | ---------------- | --------- | -------- |
| 1    | Dylan Sunderland | St George | 3h52'08" |
| 2    | Terry Kusuma     | Indonesia | a 1'47"  |
| 3    | Raymond Kreder   | JCL       | s.t.     |

| Pos. | Corridore             | Squadra   | Tempo    |
| ---- | --------------------- | --------- | -------- |
| 1    | Tegshbayar Batsaikhan | Roojai    | 6h29'32" |
| 2    | Terry Kusuma          | Indonesia | a 38"    |
| 3    | Yuma Koishi           | JCL       | a 43"    |

### 3ª tappa
- 3 aprile: Phra Nakhon Si Ayutthaya > Khao Yai National Park - 195 km

Risultati
| Pos. | Corridore     | Squadra  | Tempo    |
| ---- | ------------- | -------- | -------- |
| 1    | Anton Kuzmin  | Almaty   | 4h45'43" |
| 2    | Jang Kyung-gu | Corea S. | a 57"    |
| 3    | Park Keon-woo | LX       | a 5'03"  |

| Pos. | Corridore             | Squadra  | Tempo     |
| ---- | --------------------- | -------- | --------- |
| 1    | Tegshbayar Batsaikhan | Roojai   | 11h20'28" |
| 2    | Yuma Koishi           | JCL      | a 43"     |
| 3    | Jambaljamts Sainbayar | Terengg. | a 51"     |

### 4ª tappa
- 4 aprile: Khao Yai National Park > Aranyaprathet - 203,2 km

Risultati
| Pos. | Corridore        | Squadra   | Tempo    |
| ---- | ---------------- | --------- | -------- |
| 1    | Terry Kusuma     | Indonesia | 4h27'23" |
| 2    | Lucas Carstersen | Roojai    | s.t.     |
| 3    | Raymond Kreder   | JCL       | s.t.     |

| Pos. | Corridore             | Squadra  | Tempo     |
| ---- | --------------------- | -------- | --------- |
| 1    | Tegshbayar Batsaikhan | Roojai   | 11h20'28" |
| 2    | Yuma Koishi           | JCL      | a 43"     |
| 3    | Jambaljamts Sainbayar | Terengg. | a 45"     |

### 5ª tappa
- 5 aprile: Aranyaprathet > Chanthaburi - 169 km

Risultati
| Pos. | Corridore        | Squadra   | Tempo    |
| ---- | ---------------- | --------- | -------- |
| 1    | Jang Kyung-gu    | Corea S.  | 4h00'29" |
| 2    | Cameron Ivory    | St George | a 42"    |
| 3    | Lucas Carstersen | Roojai    | s.t.     |

| Pos. | Corridore             | Squadra  | Tempo     |
| ---- | --------------------- | -------- | --------- |
| 1    | Tegshbayar Batsaikhan | Roojai   | 19h49'08" |
| 2    | Jambaljamts Sainbayar | Terengg. | a 42"     |
| 3    | Yuma Koishi           | JCL      | a 43"     |

### 6ª tappa
- 6 aprile: Chanthaburi > Rayong - 167,3 km

Risultati
| Pos. | Corridore             | Squadra     | Tempo    |
| ---- | --------------------- | ----------- | -------- |
| 1    | Sarawut Sirironnachai | Thailand C. | 3h48'52" |
| 2    | Raymond Kreder        | JCL         | s.t.     |
| 3    | Patompob Phonarjthan  | Thailandia  | s.t.     |

| Pos. | Corridore             | Squadra  | Tempo     |
| ---- | --------------------- | -------- | --------- |
| 1    | Tegshbayar Batsaikhan | Roojai   | 23h38'00" |
| 2    | Jambaljamts Sainbayar | Terengg. | a 42"     |
| 3    | Yuma Koishi           | JCL      | a 43"     |

## Evoluzione delle classifiche
| Tappa              | Vincitore             | Classifica generale Maglia gialla | Classifica a punti Maglia verde | Classifica scalatori Maglia a pois | Classifica miglior ASEAN Maglia viola | Classifica a squadre | Classifica a squadre ASEAN |
| ------------------ | --------------------- | --------------------------------- | ------------------------------- | ---------------------------------- | ------------------------------------- | -------------------- | -------------------------- |
| 1ª                 | Tegshbayar Batsaikhan | Tegshbayar Batsaikhan             | Tegshbayar Batsaikhan           | non assegnato                      | Terry Kusuma                          | Indonesia            | Indonesia                  |
| 2ª                 | Dylan Sunderland      | Tegshbayar Batsaikhan             | Terry Kusuma                    | non assegnato                      | Terry Kusuma                          | Indonesia            | Indonesia                  |
| 3ª                 | Anton Kuzmin          | Tegshbayar Batsaikhan             | Tegshbayar Batsaikhan           | Jang Kyung-gu                      | Terry Kusuma                          | Indonesia            | Indonesia                  |
| 4ª                 | Terry Kusuma          | Tegshbayar Batsaikhan             | Terry Kusuma                    | Jang Kyung-gu                      | Terry Kusuma                          | Indonesia            | Indonesia                  |
| 5ª                 | Jang Kyung-gu         | Tegshbayar Batsaikhan             | Terry Kusuma                    | Jang Kyung-gu                      | Terry Kusuma                          | Indonesia            | Indonesia                  |
| 6ª                 | Sarawut Sirironnachai | Tegshbayar Batsaikhan             | Terry Kusuma                    | Jang Kyung-gu                      | Terry Kusuma                          | Indonesia            | Indonesia                  |
| Classifiche finali | Classifiche finali    | Tegshbayar Batsaikhan             | Terry Kusuma                    | Jang Kyung-gu                      | Terry Kusuma                          | Indonesia            | Indonesia                  |

## Classifiche finali

### Classifica generale - Maglia gialla
| Pos. | Corridore             | Squadra   | Tempo     |
| ---- | --------------------- | --------- | --------- |
| 1    | Tegshb. Batsaikhan    | Roojai    | 19h56'21" |
| 2    | Jambaljamts Sainbayar | Terengg.  | a 42"     |
| 3    | Yuma Koishi           | JCL       | a 43"     |
| 4    | Valentin Midey        | Roojai    | a 51"     |
| 5    | Lionel Mawditt        | St George | s.t.      |
| 6    | Terry Kusuma          | Indonesia | a 1'58"   |
| 7    | Cameron Ivory         | St George | a 2'15"   |
| 8    | Marcelo Felipe        | 7 Eleven  | a 2'21"   |
| 9    | Shao Hsuan Lu         | Taipei C. | a 2'23"   |
| 10   | Ruslan Aliyev         | Almaty    | a 2'27"   |

### Classifica a punti - Maglia verde
| Pos. | Corridore      | Squadra       | Punti |
| ---- | -------------- | ------------- | ----- |
| 1    | Terry Kusuma   | Indonesia     | 58    |
| 2    | Raymond Kreder | JCL           | 54    |
| 3    | Cameron Ivory  | St George     | 48    |
| 4    | Yuan Tang Peng | Taipei cinese | 44    |
| 5    | Jang Kyung-gu  | Corea del Sud | 43    |

### Classifica scalatori - Maglia a pois
| Pos. | Corridore            | Squadra       | Punti |
| ---- | -------------------- | ------------- | ----- |
| 1    | Jang Kyung-gu        | Corea del Sud | 21    |
| 2    | Than. Chaiyasombat   | Thailand C.   | 15    |
| 3    | Anton Kuzmin         | Almaty        | 12    |
| 4    | M. S. A. Mohd Shukri | Malaysia      | 7     |
| 5    | Park Keon-woo        | LX            | 6     |

### Classifica AESAN - Maglia viola
| Pos. | Corridore          | Squadra     | Punti     |
| ---- | ------------------ | ----------- | --------- |
| 1    | Terry Kusuma       | Indonesia   | 23h39'58" |
| 2    | Marcelo Felipe     | 7 Eleven    | a 23"     |
| 3    | Nichol Pareja      | 7 Eleven    | a 29"     |
| 4    | Muhammad Royan     | Indonesia   | a 31"     |
| 5    | Ratchanon Yaowarat | Thailand C. | a 34"     |

### Classifica a squadre
| Pos. | Squadra                           | Tempo     |
| ---- | --------------------------------- | --------- |
| 1    | Indonesia                         | 71h00'09" |
| 2    | Roojai Online Insurance           | a 7'27"   |
| 3    | St George Continental Cycling T.  | a 9'30"   |
| 4    | Thailand Continental Cycling Team | a 11'19"  |
| 5    | 7 Eleven Cliqq-Air21 by Roadbike  | a 12'25"  |

### Classifica a squadre ASEAN
| Pos. | Squadra                           | Tempo     |
| ---- | --------------------------------- | --------- |
| 1    | Indonesia                         | 71h00'09" |
| 2    | Thailand Continental Cycling Team | a 11'19"  |
| 3    | 7 Eleven Cliqq-Air21 by Roadbike  | a 12'25"  |
| 4    | Malaysia                          | a 33'52"  |
| 5    | Grant Thornton Cycling Team       | a 36'26"  |